# (20106) Morton
(20106) Morton (1995 QG) – planetoida z pasa głównego asteroid okrążająca Słońce w ciągu 4,31 lat w średniej odległości 2,65 j.a. Odkryta 20 sierpnia 1995 roku.